# Thymus ocheus
Thymus ocheus ist eine Pflanzenart aus der Gattung der Thymiane (Thymus) in der Familie der Lippenblütler. Nach R. Govaerts ist das Taxon besser Thymus longicaulis subsp. chaubardii (Rchb.f.) Jalas zu benennen.

## Beschreibung
Thymus ocheus ist ein kleiner Strauch, der lange, kriechende und holzige, nicht blütentragende Stängel ausbildet, an denen in den Achseln Büschel aus Laubblättern und bis zu 10 cm lange blütentragende Stängel stehen. An den blütentragenden Stängeln stehen an der Basis Gruppen von kleinen Laubblättern. Die Stängel sind rundum oder an zwei sich gegenüberliegenden Seiten behaart. Die Laubblätter sind meist bis zu 13 mm lang und 3 bis 4 mm breit. Sie sind elliptisch bis lanzettlich und lederig. Die Seitenadern sind deutlich ausgeprägt, eine Randader fehlt.
Die Blütenstände sind kugelförmig bis leicht zylindrisch. Die Tragblätter ähneln den Laubblättern. Der Kelch ist 3 bis 4 mm lang, meist grün gefärbt, die Oberlippe ist länger als die Kelchröhre, die oberen Zähne sind etwa 1 mm lang und meist bewimpert. Die Krone ist etwa 6 mm lang und blass pink.

## Vorkommen und Standorte
Die Art kommt in den Bergen Griechenlands und Mazedoniens vor.